# Thomas Draschan
Thomas Draschan (* 1967 in Linz) ist ein österreichischer Bildender Künstler und Filmemacher.

## Biografie
Thomas Draschan maturierte 1987 am BORG Linz und studierte Theaterwissenschaft und Publizistik an der Universität Wien. 1992 zog er nach Frankfurt am Main und studierte Film bei Peter Kubelka und Ken Jacobs an der Städelschule und in New York an der Cooper Union bei Robert Breer. Während des Studiums entstehen die ersten Filme, wie zum Beispiel Franziska ein viel beachtetes, handgemachtes Blow-up, bei dem einzelne Super-8-Kader in aus 16-mm-Schwarzfilm herausgeschnittene Fenster eingeklebt sind.
1998 absolviert er bei Peter Kubelka die Meisterklasse Film und beginnt Filmschauen im Städel Museum zu organisieren und zu kuratieren. Außerdem entsteht die Frankfurt-Sammlung, Filme von Schülern Kubelkas, die Draschan sammelt, restauriert und kopiert.
Draschan arbeitet weiterhin an zahlreichen Filmprojekten und wird 2000 Geschäftsführer des Hessischen Filmbüros und 2002 Leiter des 1. Internationalen Filmfestivals in Frankfurt.
Zusammen mit dem Studio Morra, Neapel, gründet er die Independent Film Show Naples, die seither regelmäßig in Neapel stattfindet.
Zweimal bekommt Draschan den hessischen Filmpreis: 2001 für Metropolen des Leichtsinns und 2003 für To The Happy Few.
Seit 2004 lebt Draschan wieder vermehrt in Wien und arbeitet an weiteren Filmen, Musikvideos und an gemeinsamen Projekten mit anderen Filmemachern.
Draschan arbeitet bevorzugt mit „Found Footage“ (gefundenes Filmmaterial). Seine letzten Filme Metropolen des Leichtsinns, Yes? Oui? Ja? und To The Happy Few zählen zu den international erfolgreichsten Experimentalfilmen aus Österreich und sind schon seit Jahren bei den Festivals in New York, London und Rotterdam vertreten. Insbesondere der 12-minütige Experimentalfilm  Metropolen des Leichtsinns kann mittlerweile als Klassiker des Found-Footage-Films gelten.
Auch Musikvideos (z. B. für New Order) und Dokumentarfilme finden sich in seinem Werk.

## Filmografie (Auswahl)
- Wotruba (A 2014), 6,5min, 2k
- Continental Divide (A 2009), 10min, HD
- Freude (A 2009), 3min. 35mm
- Terror (A 2008) Kinowerbung für die Kunsthalle Wien
- La mémoire des enfants (F/A 2007) 75min. Dokumentarfilm über die Deportation jüdischer Kinder aus Frankreich, zusammen mit Hannes Gellner
- Keynote (A 2006), 6min, Video zusammen mit Sebastian Brameshuber (Fordbrothers)
- EGG (Everything’s Gone Green) (A 2007), Musikvideo für New Order
- Turn (A 2006), Musikvideo für New Order
- Everything’s gone green (A 2006), Musikvideo für New Order
- The Influence Of Ocular Light Perception On Metabolism In Man And In Animal (A/D 2005) 6min. Found Footage Film, zusammen mit Stella Friedrichs
- Girls And Cars (A 2004), Musikvideo für The Josefs, zusammen mit Sebastian Brameshuber (Ford Brothers)
- Preserving Cultural Traditions In A Period Of Instability (A 2004), 3min. Video, zusammen mit Sebastian Brameshuber (Ford Brothers)
- Bloodsample (A/D 2004) Musikvideo für Losoul, zusammen mit Sebastian Brameshuber (Ford Brothers)
- Encounter In Space (A/D 2004) 7, 5min. Found Footage Film
- To The Happy Few (A/D 2003) 4min. Found Footage Film, zusammen mit Stella Friedrichs
- Yes? Oui? Ja? (A/D 2002)4min. Found Footage Film, zusammen mit Ulrich Wiesner
- Metropolen des Leichtsinns (A/D 2002) 12min. Found Footage Film, zusammen mit Ulrich Wiesner
- Italien (A/D 1999) 3min. Experimentalfilm
- 3 Filme (A(D 1998) 9min. Experimentalfilm
- In Neapel (Nitsch) (A/D 1996) 6min. Experimentalfilm
- Franziska /A/D 1996) 5min. Experimentalfilm

## Auszeichnungen
- Prize of Recine – Archive Film Festival, Rio de Janeiro (2005)
- NoBudget Jurypreis, 21. Internationales Kurzfilmfestival Hamburg (2005)
- Honorable Mention, mediacity 11 (2005)
- Honorable Mention, Ann Arbor Film Festival (2004)
- Hessischer Filmpreis (2003)
- Blue Award, THAW 03 (2003)
- Griot Editorial Award for Excellence in the Art of Film Editing, Ann Arbor Film Festival (2002)
- Hessischer Filmpreis (2001)
- Diagonale Graz: Honourable Mention (1999)
- Ann Arbor Festival: Honorable Mention (1998)
- Onion City Film Festival, Chicago: Sharon Cousin Founders Award (1998)